# Sáp
Sáp ist eine ungarische Gemeinde im Kreis Püspökladány im Komitat Hajdú-Bihar.

## Geografie
Sáp liegt 20 Kilometer südöstlich der Kreisstadt Püspökladány und grenzt an folgende Gemeinden:
| Báránd         | Földes                                      |                |
| Nagyrábé       | Kompassrose, die auf Nachbargemeinden zeigt | Berettyóújfalu |
| Bihardancsháza | Bihartorda                                  |                |

## Geschichte
Die ersten schriftlichen Erwähnungen als Sáp-Siedlung stammen aus dem Jahr 1264.

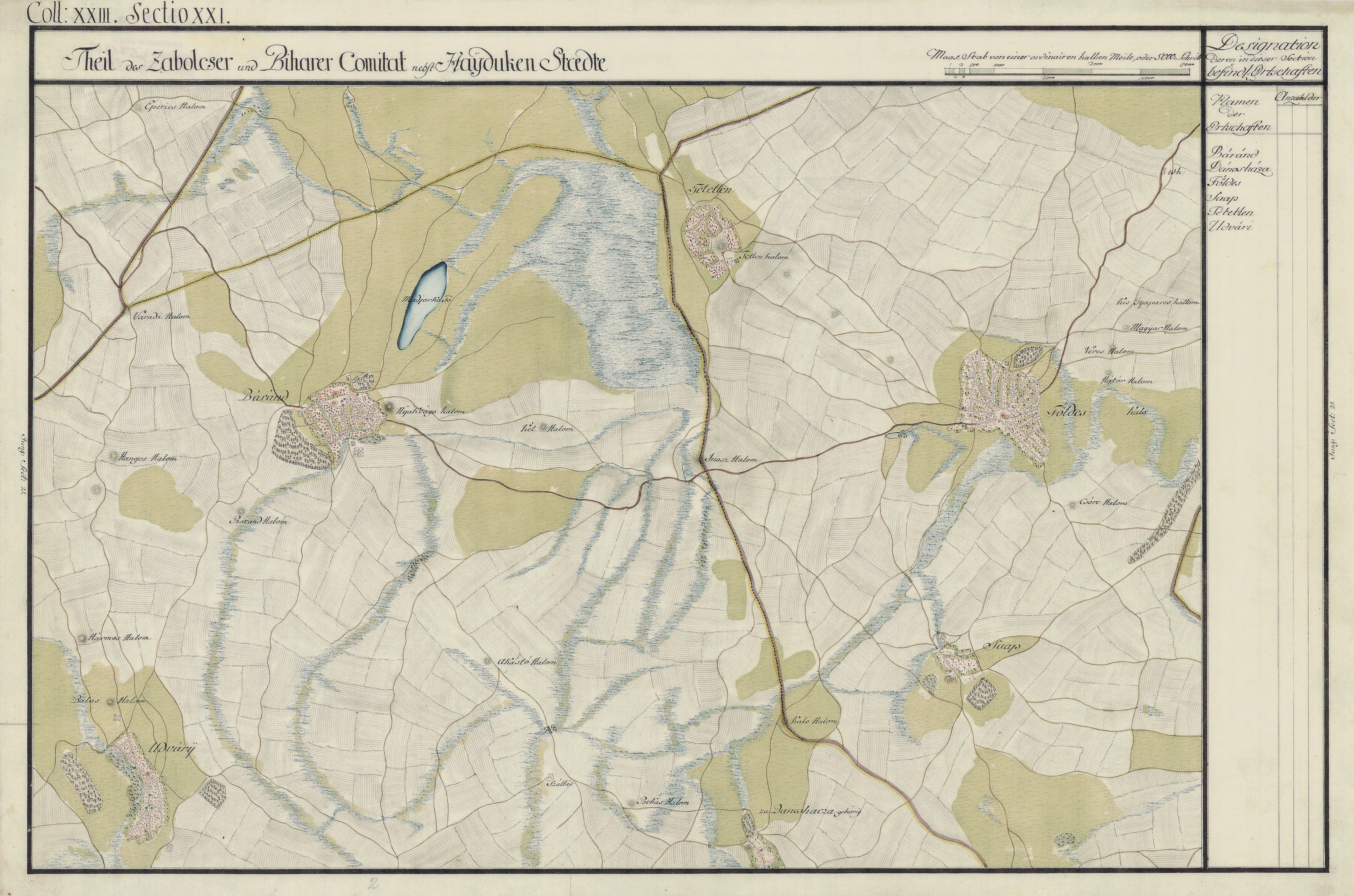
Saap (rechts unten) um 1782 (Aufnahmeblatt der Josephinischen Landesaufnahme)
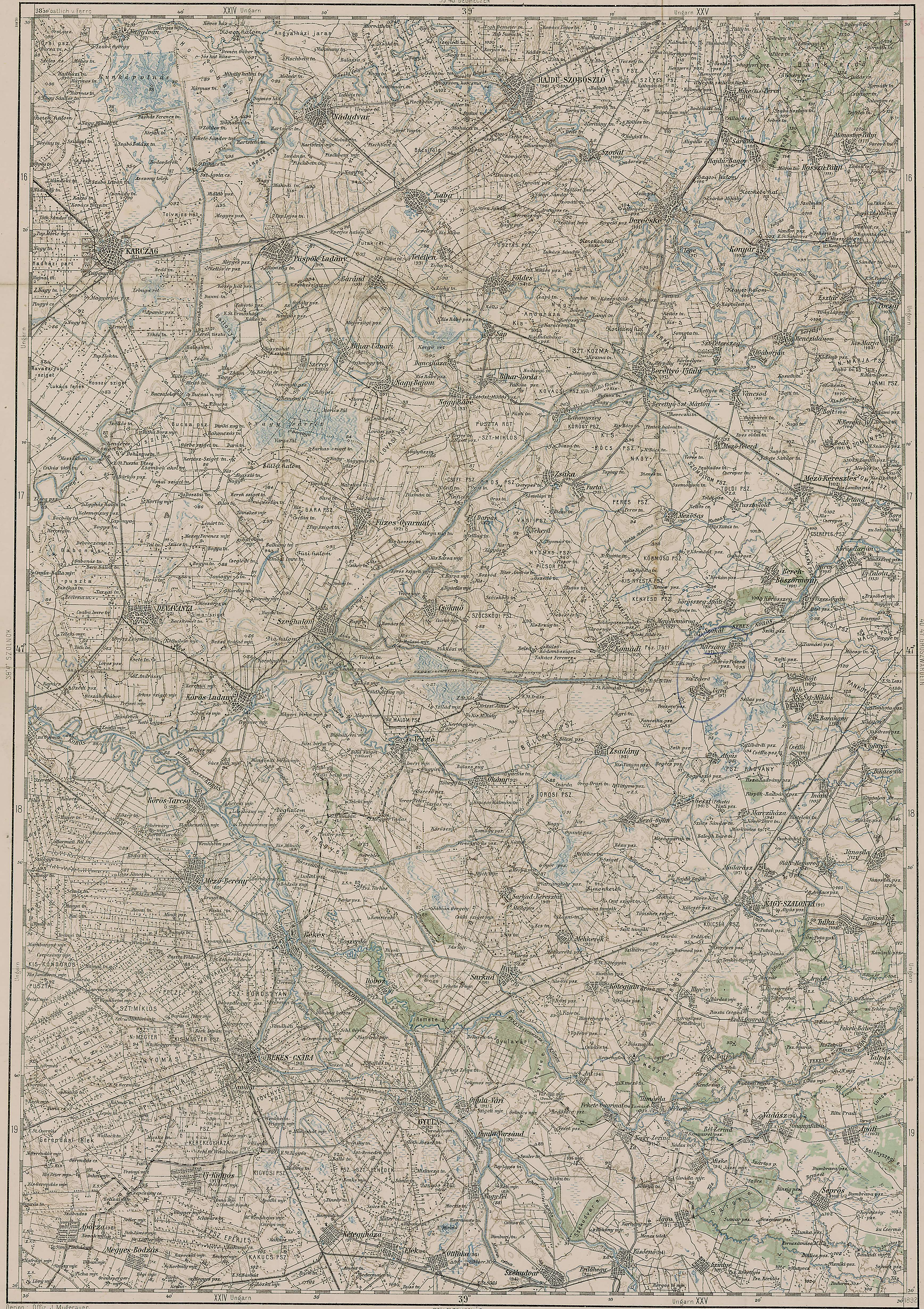
Sáp (N 47° 15'; O 39° 1') um 1892 (Aufnahmeblatt der Franzisco-Josephinischen Landesaufnahme)

## Sehenswürdigkeiten
- Reformierte Kirche, erbaut im 19. Jahrhundert

## Verkehr
Sáp liegt an der Bahnstrecke Püspökladány–Oradea (Nr. 101) der MÁV. Durch den Ort verläuft die  Landstraße Nr. 4805. Es bestehen Busverbindungen nach Földes, Bihartorda und Nagyrábé.